# الأضبط بن قريع التميمي
الأضبط بن قريع بن عوف بن كعب السعدي التميمي: أحد شعراء القرن الرابع الميلادي تقريباً، ويعد بذلك من قدماء الشعراء. من قضاة العرب في الجاهلية، وقد ذكره معمر بن المثنى وابن كناسة وابن حبيب فيمن اجتمع له قضاء (عكاظ) ورئاسة (الموسم) من بني تميم. تولاهما بعد (صلصل بن أوس بن مخاشن بن معاوية بن شريف التميمي).وقد ذكر ابن الأنباري أن الأضبط عاش مئة وخمسين سنة، .بينما ذكره أبو حاتم السجستاني في المعمرين ، وقال أنه عَمَرَ، دون تفصيل.
يعد الأضبط من الرؤساء في قبل الإسلام، قال أبو اليقظان: «كان الأضبط بن قريع سيدًا، شريفًا في الجاهلية».وقد عده ابن حبيب من "الجرارين" من تميم، والجرار من يرأس ألفا.ومع شرفه، إلا أن المصادر تشير إلى أنه كان مكروهاً منبوذاً،ويقال: لما أساء قومه إليه، انتقل عنهم إلى آخرين، ففعلوا كالأولين، فقال: "بكل واد بنو سعد".
وقد أورد ابن سلام الجمحي رواية مفادها أن الأضبط بن قريع جمع بني تميم، وتوجه لغزو حمير وصنعاء زمن التبابعة الحميريون، فلما بلغ صداء ونهد خبره، تدعوا لحربه. فأغار الأضبط إلى أن وصل صنعاء، فقاتل بها حمير، فظهر عليهم، وخلص أسرى تميم، وأقام في نواحي اليمن عاماً كامل، وبنى بها أطما، عرفت باسمه "أطم الأضبط".وقال ابن حبيب :«النمر بن حمان بن عبد العزى بن كعب بن سعد والأضبط بن قريع بن عوف بن كعب بن سعد، قادا سعدا كلها، لحمير وألفافها، يوم صنعاء».وقال معمر بن المثنى: «أغار الاضبط ابن قريع والنمر بن مرة بن حيان، والرئيس الأول: وهو محلم بن سويط الضبي، في جماعة من بني تميم على أهل اليمن حتى انتهوا إلى صنعاء».

## نسبه
- هو  الأضبط بن قريع بن عوف بن كعب بن سعد بن زيد مناة بن تميم بن مر بن أد بن عمرو بن إلياس بن مضر بن نزار بن معد.[13]
- أمه: عجيبة بنت دارم بن مالك بن حنظلة بن مالك بن زيد مناة بن تميم بن مر.

## الزمن التقديري
من الصعب جداً معرفة زمن الأضبط بن قريع، لتضارب الروايات. ويبدو من خلال الروايات، أنه عاش في النصف الثاني من القرن الخامس الميلادي، والنصف الأول من القرن السادس الميلادي تقريباً. وفقاً لعدة معايير، أولاً: عصر "شماس بن لأي بن جعفر أنف الناقة" وهو أحد سادات تميم في عهد عمر بن الخطاب، وممن نازع الزبرقان بن بدر على السيادة، ليورثها لحفيده "بغيض بن عامر بن شماش". وجد شماس هذا، هو جعفر أنف الناقة بن قريع الشقيق الأكبر لـ"الأضبط بن قريع"، مما يعني أن أنف الناقة وشقيقه قريع أبني عوف عاشوا إلى القرن السادس الميلادي، وأحفادهم المعمرين أدركوا الإسلام في القرن السابع الميلادي.ثانياً: عاصر الأضبط، الفارس المشهور "ملحم بن سويط الضبي" والمعروف أنه كان معاصر لكسرى الأول، ويقال أنه كان يغير على ما في يد الفرس، ولا بد أن يكون ذلك فيما بين (531م - 579م).

## من قصائده
لم يصلنا لهذا الشاعر سوى ستة قصائد قصيرة جداً، ومن عزيز شعره وأطوله، قوله: